# Vollstreckung an Sonn- und Feiertagen
Die Vollstreckung an Sonn- und Feiertagen ist eine Besonderheit der Zwangsvollstreckung. An Sonntagen und gesetzlichen Feiertagen dürfen von den Gerichtsvollziehern und Vollziehungsbeamten Vollstreckungsmaßnahmen nicht durchgeführt werden, es sei denn, ein Richter hat vorher eine entsprechende Erlaubnis erteilt.
Um die richterliche Erlaubnis zu bekommen, muss der Gläubiger diese beim zuständigen Vollstreckungsgericht vor der Vollstreckung beantragen. Wenn nach Vorlage der richterlichen Erlaubnis eine Zwangsvollstreckung an einem Sonntag oder Feiertag vorgenommen wird, ist die richterliche Erlaubnis dem Vollstreckungsschuldner vorzuzeigen. 
Im Rahmen der Verwaltungsvollstreckung wird die Erlaubnis durch die Vollstreckungsbehörde erteilt § 289 AO
Der Antrag und auch die Erlaubnis werden regelmäßig formularmäßig gestellt und auch erteilt.